# Joel Quarrington
Joel Quarrington   (Toronto, 15 de gener de 1955) és un contrabaixista, solista i professor canadenc. És l'antic contrabaix principal de l'Orquestra Simfònica de Londres.
Va néixer a Toronto, Ontario, i va començar a tocar el contrabaix als onze anys per completar un trio bluegrass amb els seus germans, Paul Quarrington i Tony Quarrington. Als tretze anys, va començar a estudiar amb Thomas Monohan, que era en aquell moment el baixista principal de l'Orquestra Simfònica de Toronto. Després de llicenciar-se en música per la Universitat de Toronto, va passar a Àustria i Itàlia per estudiar sota dos reconeguts pedagogs contrabaix, respectivament Ludwig Streicher i Franco Petracchi.
Quarrington ha guanyat nombroses competicions musicals, incloent el primer premi al festival de talent CBC el 1976, i el segon premi al Concurs Internacional de Ginebra el 1978 (el primer premi no es va atorgar aquell mateix any). Va actuar com a baix principal amb l'Orquestra Filarmònica de Hamilton entre el 1979 i el 1988, i la Companyia de l'òpera canadenca entre 1989 i 1991, i després va passar a ser el baix principal de l'Orquestra Simfònica de Toronto. Des del setembre del 2006, és el baix principal de l'Orquestra del National Arts Center i es va convertir en el baix principal de l'Orquestra Simfònica de Londres el 2013.
Quarrington toca el contrabaix de Giovanni Paolo Maggini del 1630, i és conegut per la seva pràctica inusual d'ajustar el baix en intervals de cinquens, com un violoncel, però una octava més baixa.
La seva dona és la violoncel·lista Carole Sirois que ha tocat a l'Orquestra Simfònica de Mont-real, a la Simfonia de Toronto i a l'Orquestra del National Arts Centre i actualment és professora al Conservatoire de Musique de Mont-real.
Joel Quarrington fa classes a la Universitat d'Ottawa i és un artista visitant a la Royal Academy of Music de Londres, entre els seus molts alumnes ha tingut l'italià-català James Luigi Testi Pibernat. Al llarg de la seva carrera, Quarrington ha estat actiu en la comissió de nous treballs per a Doble Bass. Una comissió notable va ser el Concert per a contrabaix i orquestra de Raymond Luedeke.